# Jorniv, Dubno
Jorniv (în ucraineană Жорнів) este un sat în comuna Satîiiv din raionul Dubno, regiunea Rivne, Ucraina.

## Demografie
Componența lingvistică a localității Jorniv
     Ucraineană (98,6%)
     Alte limbi (1,4%)
Conform recensământului din 2001, majoritatea populației localității Jorniv era vorbitoare de ucraineană (98,6%), existând în minoritate și vorbitori de alte limbi.